# Titus Aurelius Exoratus

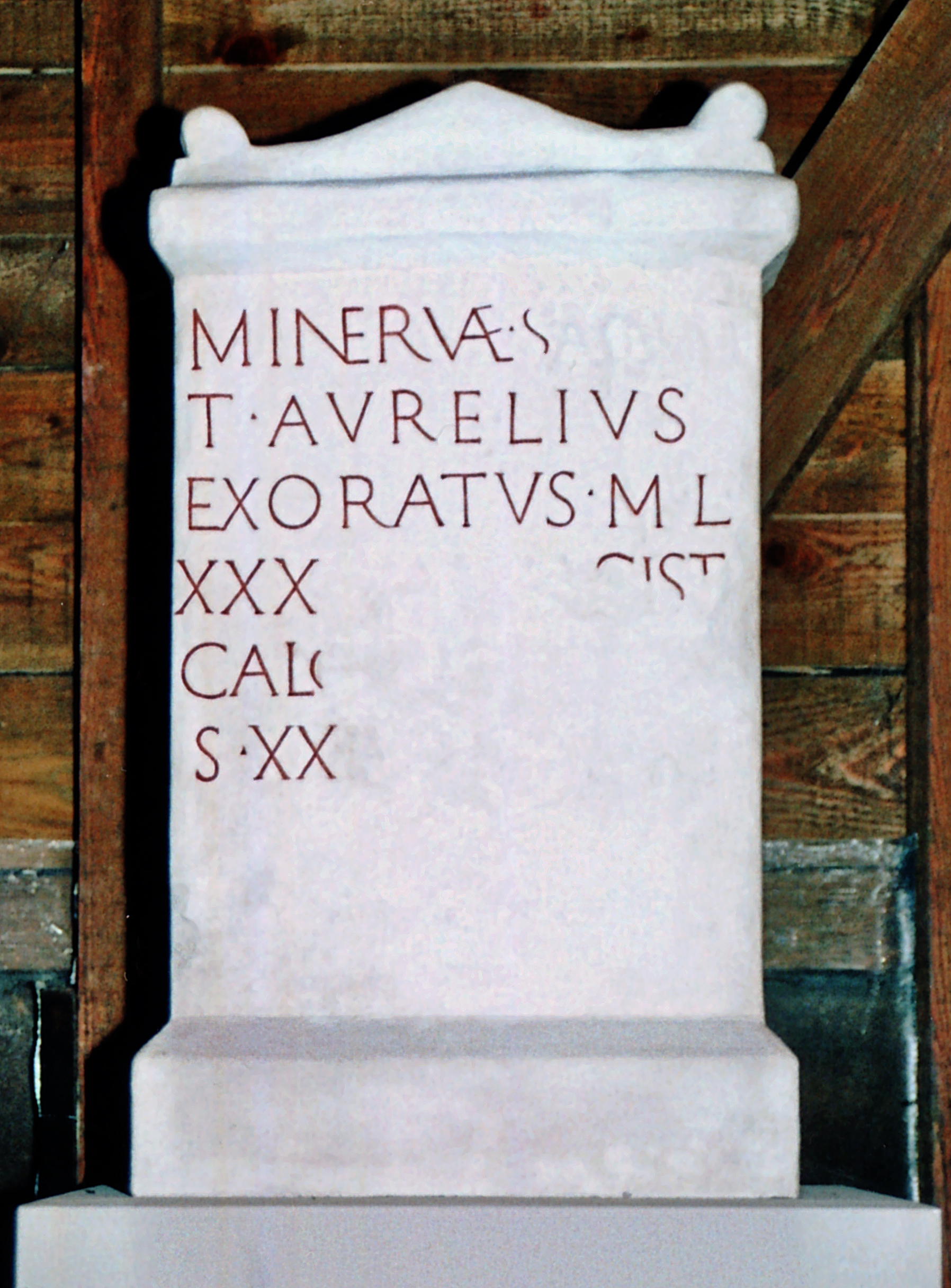
Die Inschrift

Titus Aurelius Exoratus war ein im 2. und 3. Jahrhundert n. Chr. lebender Angehöriger der römischen Armee.
Durch eine Inschrift, die in Iversheim gefunden wurde, ist belegt, dass Exoratus Soldat in der Legio XXX Ulpia Victrix war. Darüber hinaus war er Aufseher der Kalkbrennerei (magister calcariorum). Er weihte den Altar der Göttin Minerva.
Die Inschrift wird in der Epigraphik-Datenbank Clauss-Slaby in die erste Hälfte des 3. Jahrhunderts datiert, bei Marcus Reuter in die 220er Jahre.